# (218) Bianca
(218) Bianca es un asteroide perteneciente al cinturón de asteroides descubierto el 4 de septiembre de 1880 por Johann Palisa desde el observatorio de Pula, Croacia.
Está nombrado en honor de la soprano alemana Bianca Bianchi (1858-1947).